# Show and Prove
Show and Prove es el álbum debut de rapero Wiz Khalifa. Fue publicado el 5 de septiembre de 2006 por Rostrum Records. El álbum ha vendido más de 10 000 copias. A partir de septiembre de 2011, canciones en el álbum habían registrado un combinado escucha 1,8 millones por más de medio millones de miembros del sitio de música de last.fm. Contiene el sencillo "Pittsburgh Sound".

## Canciones
| N.º | Título                                                          | Productor(s)              | Duración |  |
| 1.  | «Intro»                                                         | I.D. Labs                 | 1:42     |  |
| 2.  | «Pittsburgh Sound»                                              | The Resource              | 3:32     |  |
| 3.  | «Bout Mine»                                                     | Nesia Beatz               | 4:22     |  |
| 4.  | «I Choose You»                                                  | I.D. Labs                 | 3:44     |  |
| 5.  | «Damn Thing»                                                    | I.D. Labs, Johnny Juliano | 3:58     |  |
| 6.  | «Keep the Conversation» (featuring Boaz)                        | Johnny Juliano            | 4:09     |  |
| 7.  | «Stay In Your Lane»                                             | Black Czer                | 3:42     |  |
| 8.  | «Stand Up» (featuring Chevy Woods)                              | Johnny Juliano            | 3:46     |  |
| 9.  | «Too Late»                                                      | Johnny Juliano            | 4:50     |  |
| 10. | «I'm Gonna Ride»                                                | I.D. Labs                 | 3:24     |  |
| 11. | «Gotta Be a Star» (Remix) (featuring Johnny Juliano & S. Money) | Johnny Juliano            | 4:33     |  |
| 12. | «Let 'Em Know»                                                  | I.D. Labs                 | 3:43     |  |
| 13. | «Sometimes» (featuring Vali Porter)                             | Champ Super, I.D. Labs    | 4:21     |  |
| 14. | «Locked & Loaded» (featuring Chevy Woods)                       | Black Czer                | 3:58     |  |
| 15. | «Burn Somethin'»                                                | Johnny Juliano            | 3:50     |  |
| 16. | «Crazy Since the 80's»                                          | Johnny Juliano            | 4:41     |  |
| 17. | «History in the Making/Never Too Late»                          | I.D. Labs                 | 7:07     |  |

- Datos: Q2119002